# Lexington Avenue / 51st – 53rd Streets
Lexington Avenue / 51st – 53rd Streets är en tunnelbanestation i New Yorks tunnelbana, som ligger vid 51st – 53rd Streets i Midtown, New York. Den trafikeras av Lexington Avenue Line med linje 6 samt av Sixth Avenue Line och Eighth Avenue Line med linje E och M. Stationen 51st Street öppnades år 1918 på Lexington Avenue Line. 1933 tillkom station Lexington Avenue – 53rd Street där dagens linje E och M trafikerar. 

## Bildgalleri

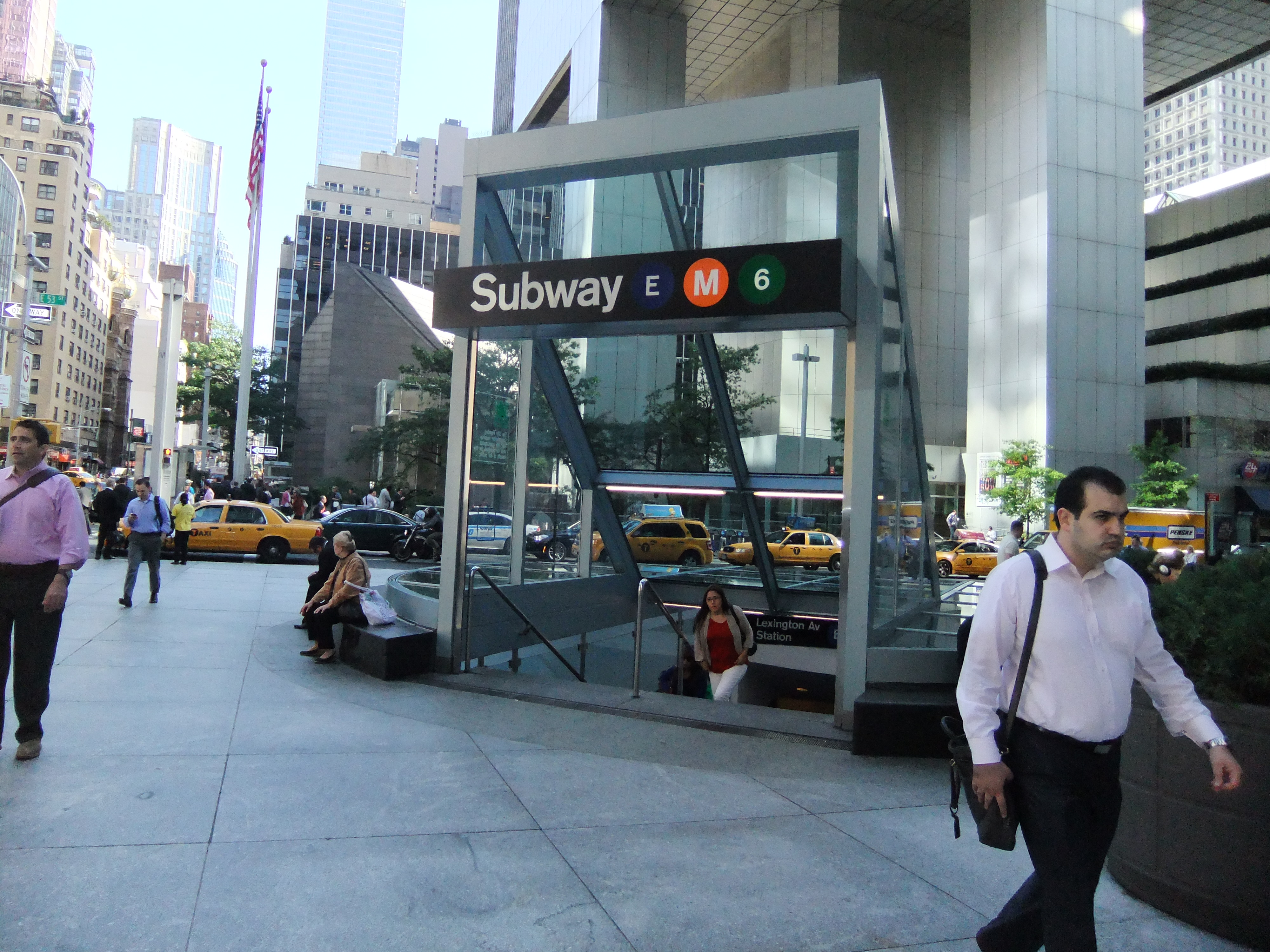
Entré Lexington Avenue
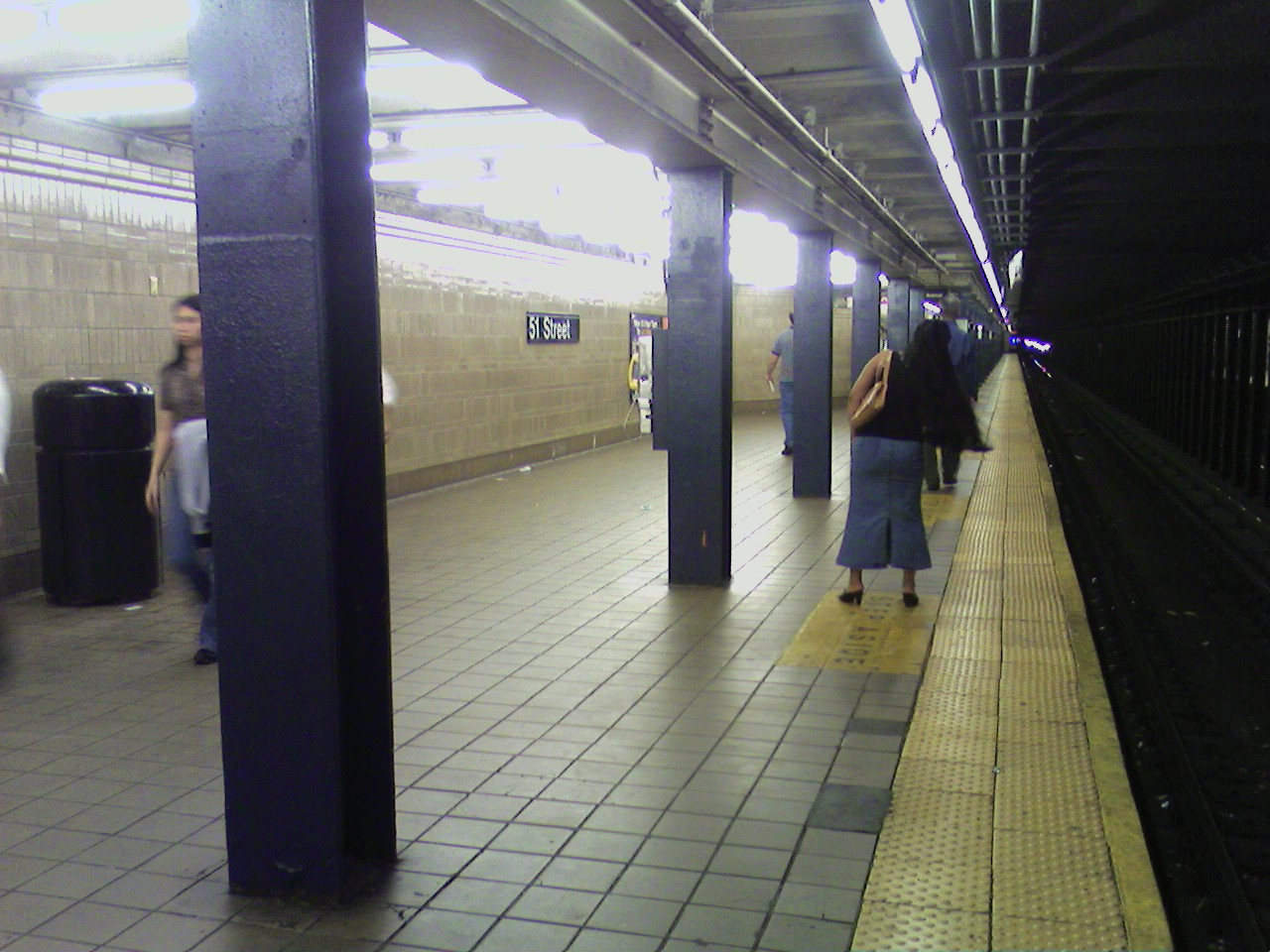
Linje
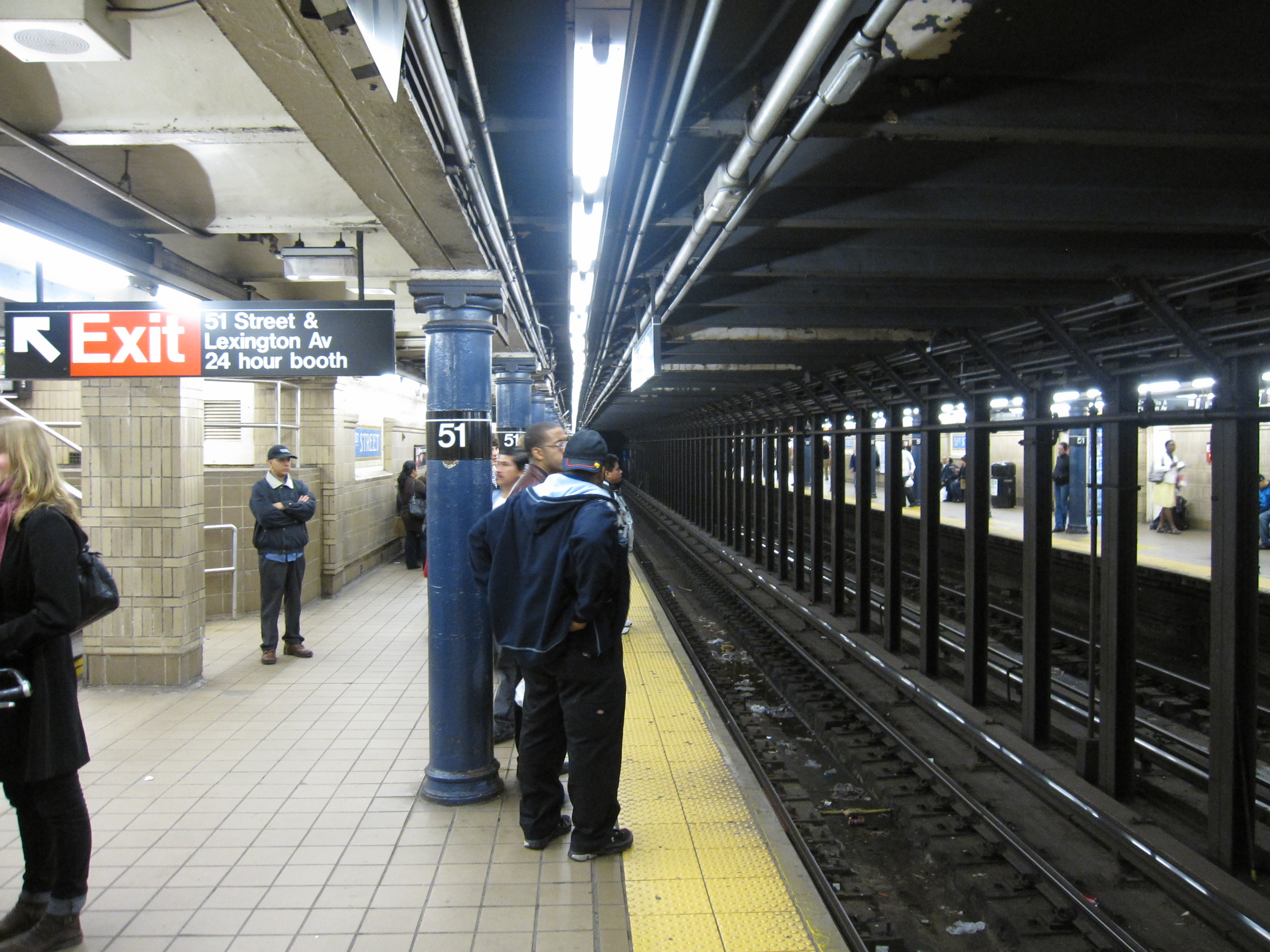
Linje
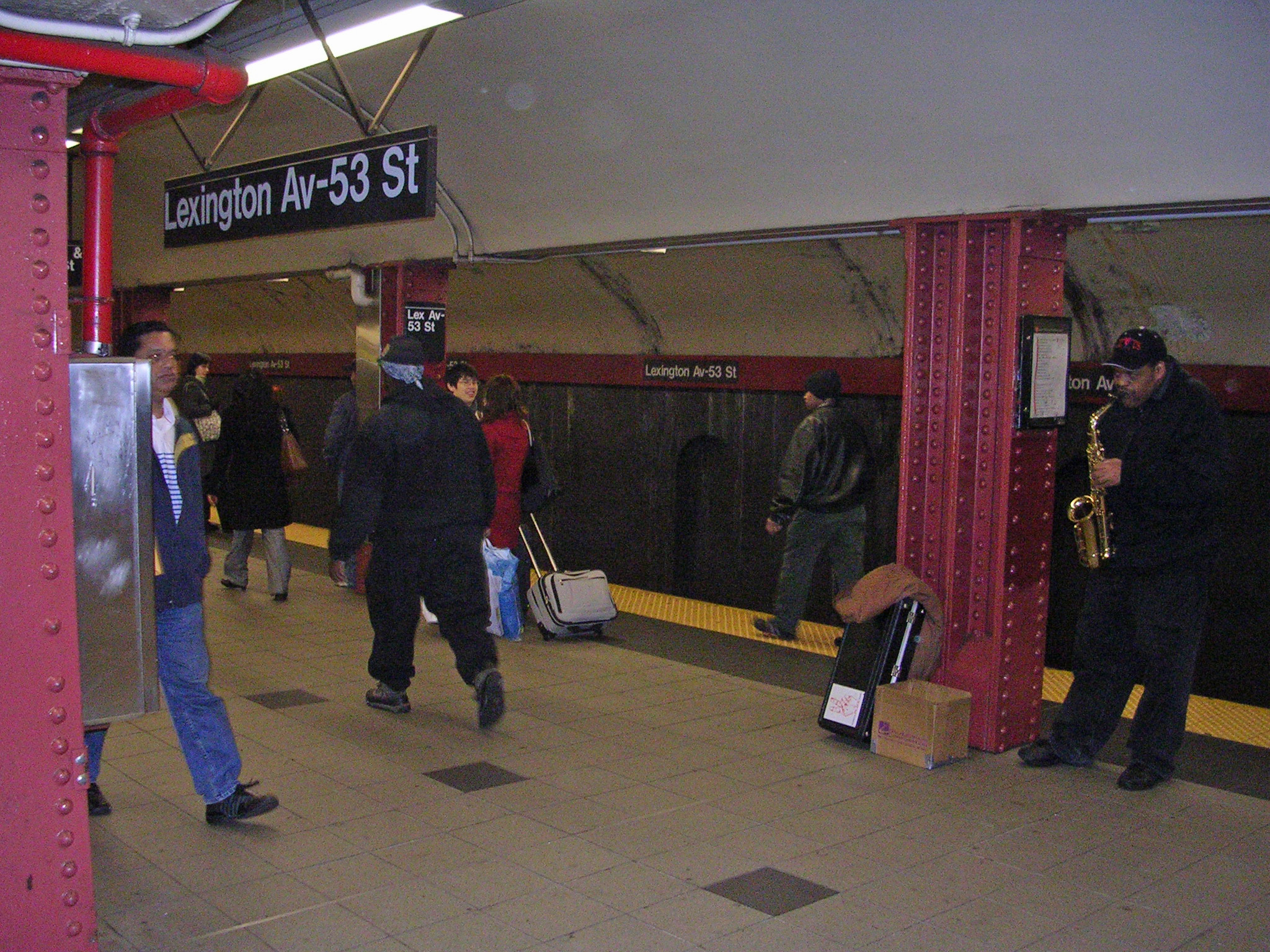
Linje
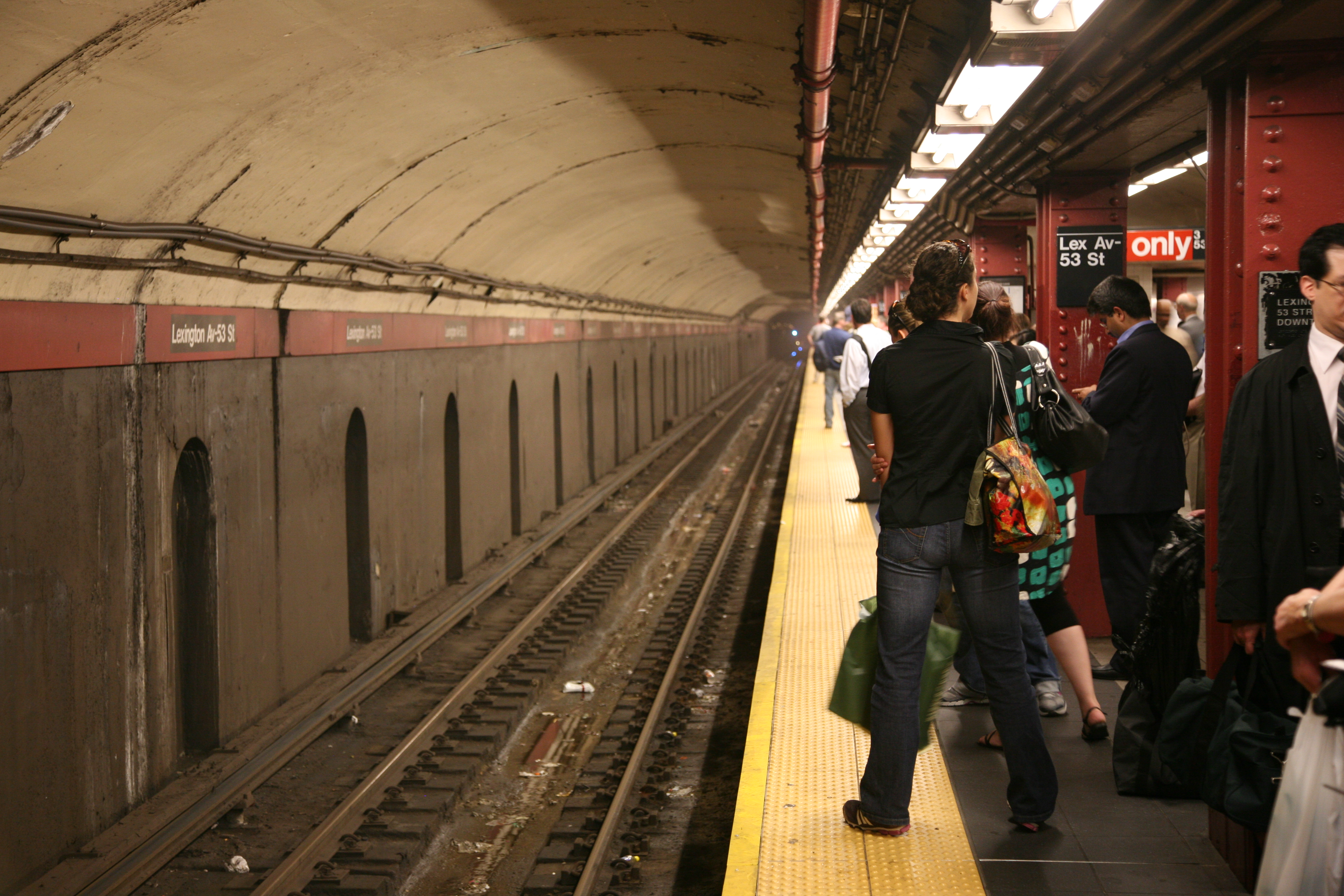
Linje